# 三合乡 (临武县)
三合乡原属湖南省临武县所辖乡，2012年4月撤销。以原香花岭镇、三合乡的行政区域为新设香花镇的行政区域，香花镇辖16个建制村、2个居委会，总面积77.52平方公里，总人口2.29万人，镇人民政府驻三合墟（原三合乡人民政府驻地）。

## 行政区划
三合乡撤销前行政区划代码431025213；下辖大井村、甘溪村、三合村、天河村、各山村、贺家村、童子村、芹菜村、五村、南力村、木湾村、新甘村、江山村、广坪村、石岩村共计15行政村